# Zhoř, Brno-venkov
Zhoř là một làng thuộc huyện Brno-venkov, vùng Jihomoravský, Cộng hòa Séc.